# Bernat Font
Bernat Font és un pianista i compositor català de jazz. El seu estil se centra en el swing però també inclou el blues, el bugui-bugui o el ragtime. El seu primer disc The Shout va ser guardonat amb un Premi Enderrock a la millor nova proposta de jazz de 2011.

## Discografia
Bernat Font Trio
- "The Shout" (2011, Swit Records)
- "Out For A While" (2012, Swit Records)
- "The Sand - Live" (2014, Swit Records)
- "Storytellers" (2017, Swit Records)

Ivanow Jazz Group
- "10 anys!" (2009, Swing Alley)

Triple Treat
- "With Just My Dreams But Not Alone"